# Navarrete (Rioja)
Navarrete ist ein Ort am Jakobsweg in der Autonomen Region La Rioja. Wegen seiner Baudenkmäler und seiner geschichtlichen Bedeutung wurde der Ortskern zum Conjunto histórico-artístico erklärt.

## Geografie

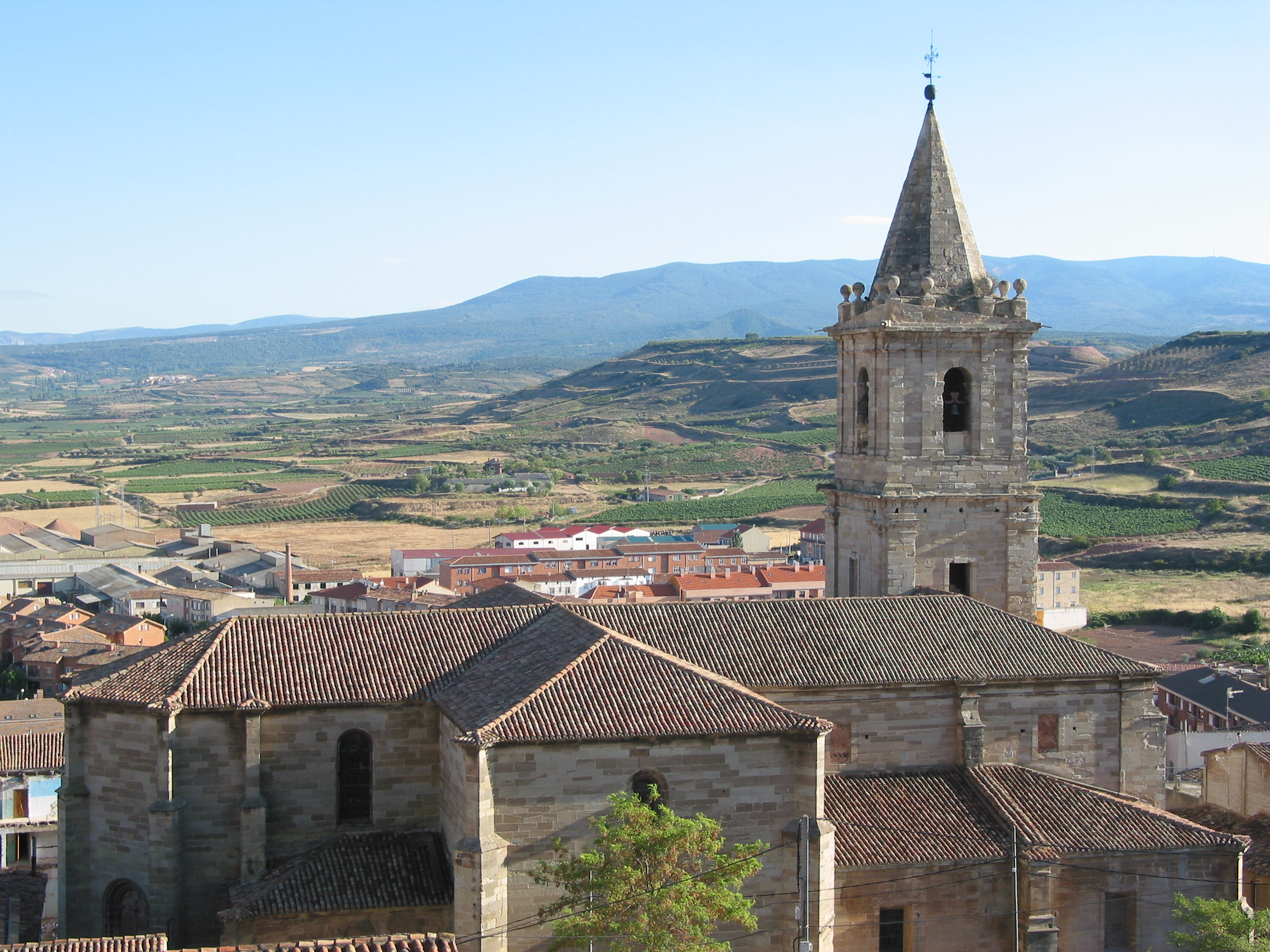
Iglesia de la Asunción (Mariä Himmelfahrt), gesehen vom Mirador des Cerro Tedeón

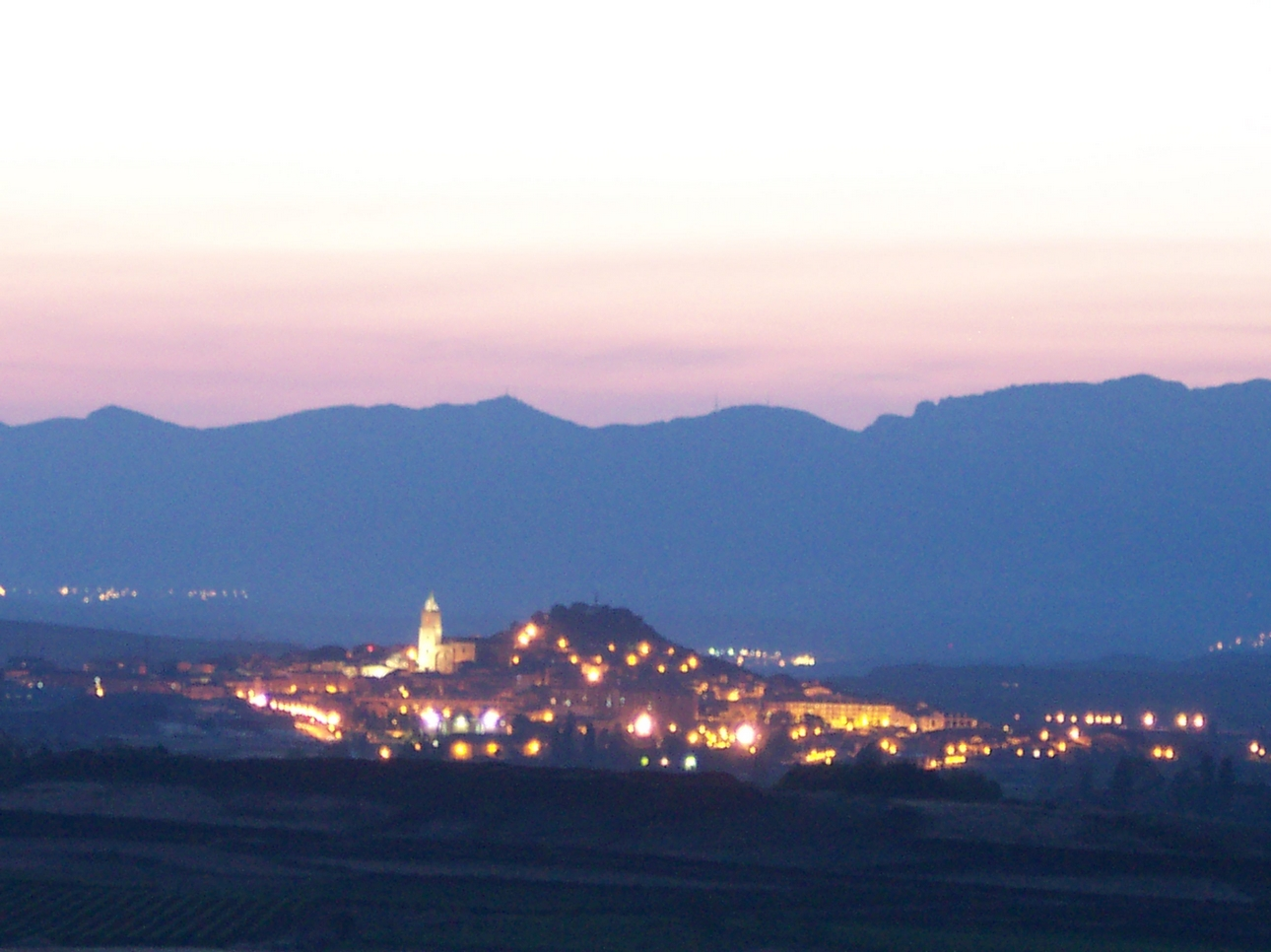
Navarrete bei Nacht

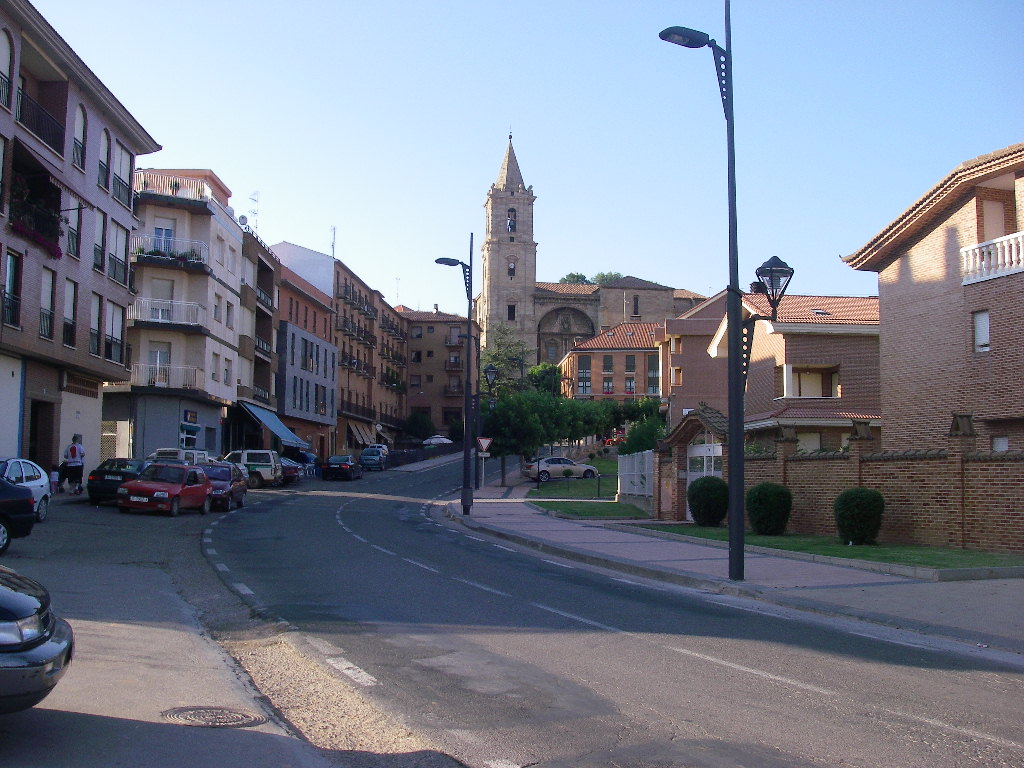
Kirche Mariä Himmelfahrt

Zentrum des Gemeindegebiets ist der Hügel Cerro Tedeón (512 msnm). Dort befindet sich auch der Ortskern.
Der größere Teil des Gebiets befindet sich in einer Ablagerungsebene des Iregua, durch die heute der Río Daroca fließt. Das Bodenrelief ist sanft mit kleineren Terrassen, die zum Süden hin abfallen. Die Böden sind Ton- und Mergelböden, die im Westen zur Dehesa la Verde hin ansteigen. Der höchste Punkt befindet sich mit 781 msnm am Cerro de la Dehesa.
Der Rest des Gemeindegebiets ist leicht gewellt und formt ein kleines Tal, durch den der Río Antiguo fließt, der sein Wasser aus dem Río Iregua bezieht, einige Mühlen antreibt und diverse Landflächen bewässert.
Es gibt das Rückhaltebecken Valbornedo, das überschüssiges Wasser aus Santa Coloma aufnimmt. Der Bau des Beckens wird auf die Gründungszeit der Stadt datiert.
Von den 2849 ha Gemeindefläche werden 2572 ha landwirtschaftlich bewirtschaftet, 608 ha davon werden bewässert, die restlichen 1964 werden im Trockenbau betrieben (1992).

## Geschichte
Bezüglich des Namens geht man davon aus, dass die Nähe zu Navarra bestimmend war, das zur Gründungszeit größer als heute war. Eine weitere Theorie wagt direkt eine Übersetzung, die das baskische Wort Nafarrate einbezieht. Demzufolge hieße der Ort auf Deutsch Tor Navarras, was den lokalen Gegebenheiten des 12. Jhs. durchaus entspräche.
Navarrete war verschiedentlich Schlachtfeld der Kriege zwischen Kastiliern und Navarresen. Die kastilischen Könige versuchten jeweils, ihre Grenzen gegenüber Navarra zu sichern und mit Burgen zu festigen.
Aus diesem Grund schlug Alfons VIII. von Kastilien den Einwohnern der umliegenden Weiler (San Llorente, San Antolín, San Pedro y Ntra. Sra.del Prado) vor, an einen befestigten Ort umzuziehen. Der neue Ort wurde dann um die Burg auf dem Tedeón-Hügel herum angelegt. Die Burg hatte eine weitere Befestigungsanlage, um die Bevölkerung im Verteidigungsfall aufzunehmen und zu schützen.
Der Ort erhielt ab 1192 weitreichende Fueros, die die Nutzung des Wassers der umliegenden Flüsse, Weiden, Wälder und das Recht auf Märkte und eine Messe einschlossen. Dank dieser Privilegien entwickelte sich Navarrete zu einem wichtigen Ort seiner Zeit.
Mit den umliegenden Dörfern bildete Navarrete eine „Villas del Campo“ genannte Mancomunidad. Dieser Gemeindeverband vereinigte seine Interessen bezüglich Ackerflächen, Weidewirtschaft und Holz und wurde seit dem 11. Jahrhundert erwähnt.
Der Ort ging durch eine Schenkung von Heinrich II. an Juan Ramírez de Arellano über und gelangte 1380 in den Besitz von Diego Gómez Manrique de Lara, Herzog von Nájera.
Domenico Laffi erwähnt den Ort in seiner Reisebeschreibung Viaggio in Ponente a San Giacomo di Galitia e Finisterrae

## Sehenswürdigkeiten
- Pfarrkirche Iglesia de la Asunción de María (Mariä Himmelfahrt). Der dreischiffige Bau wurde 1553 begonnen und im 17. Jahrhundert beendet. Im Inneren gibt es ein Barock-Retabel.
- Ermita Santa María del Buen Suceso mit einem Fassadenrelief, das die Jakobspilger darstellt. Lage: südlich des Ortes, Richtung Entrena.
- Ruinen des mittelalterlichen Hospitals San Juan de Acre, gestiftet von Doña María Ramirez. Sie befinden sich linker Hand vor dem Ort, wenn man von Logroño kommend dem Jakobsweg folgt. Sichtbar sind die Grundmauern, das Gebäude wurde im 19. Jahrhundert zerstört. Der Portikus von 1200 wurde am Friedhof als Haupteingang verbaut und ist dort (am Ortsausgang) heute zu besichtigen.
- Castillo. Der Gipfel des Tedeón-Hügels wird nach der einst dort befindlichen Burg genannt, von der keine Reste blieben. Heute befindet sich dort ein Aussichtspunkt.